# Gretel Baumbach

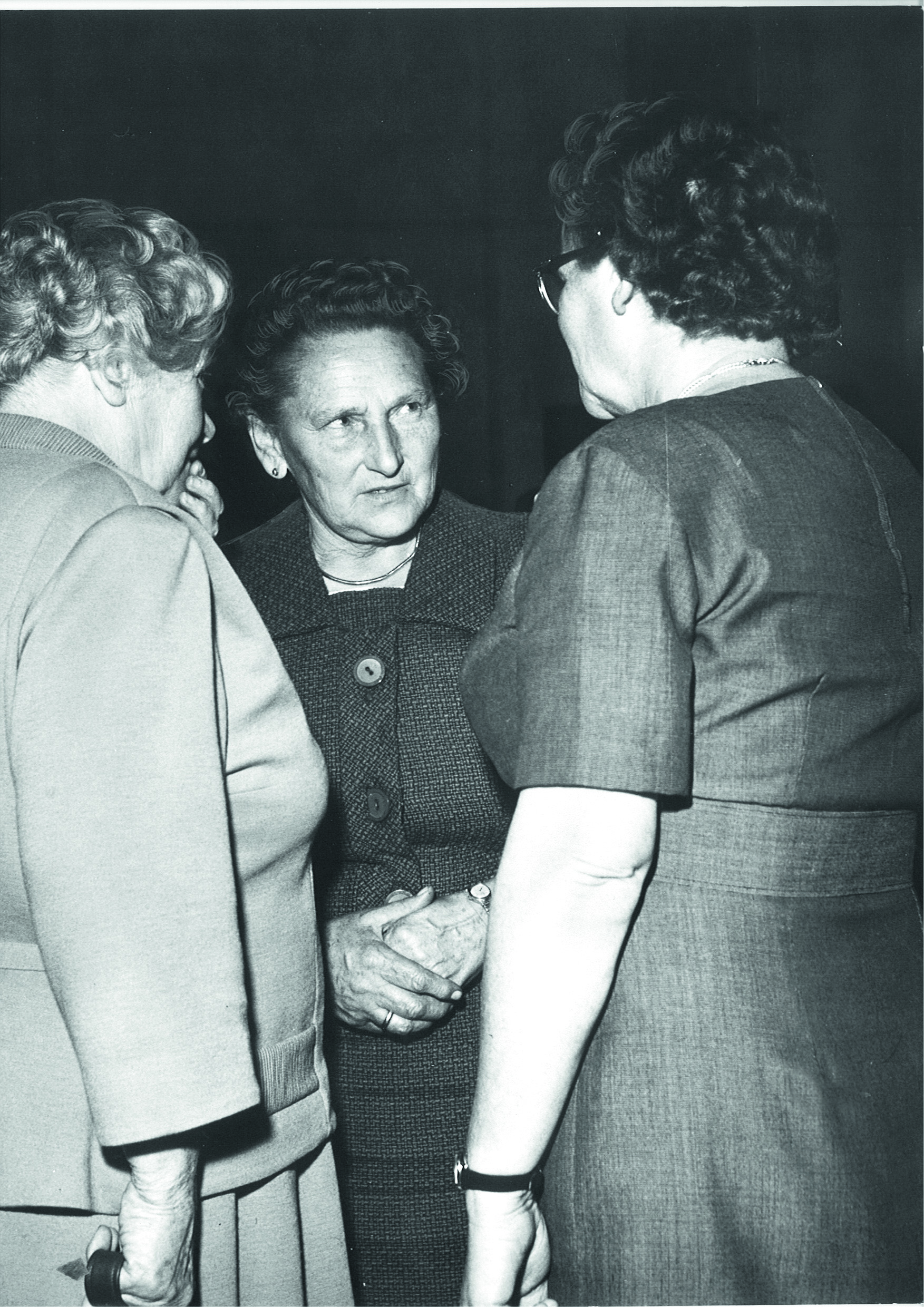
Gretel Baumbach

Gretel Baumbach (geboren als Margareta Reuther am 17. Januar 1896 in Ditterswind bei Hofheim; gestorben am 11. März 1983 in Zeil am Main) war eine deutsche Politikerin (SPD) und Verbandsfunktionärin der Arbeiterwohlfahrt (AWO).

## Leben
Gretel Baumbach wuchs in einfachen Verhältnissen auf. Ihr Vater arbeitete als Metzger und im Steinbruch. 1909 schloss sie die Volksschule ab und ging danach als Dienstmädchen nach Schweinfurt „in Stellung“, um Kochen und Haushaltsführung zu lernen. In Schweinfurt heiratete sie 1918 den kriegsversehrten Wilhelm Ludwig Baumbach, der seit 1914 SPD-Mitglied war. Gretel Baumbach trat der SPD 1924 bei. 1929 beteiligte sie sich am Bau der Sippachmühle, einer Einrichtung zur Stadtranderholung und kochte dort für die Kinder. Als Mitglied der Freien Turner nahm sie 1931 an der Arbeiterolympiade in Wien teil.
Nach der nationalsozialistischen Machtergreifung wurden die Arbeiterverbände verboten. Baumbach unterstützte Familien von politisch Verfolgten und Juden. Ihr Sohn Otto wurde während der Ausbildung zum Wehrdienst eingezogen und unmittelbar danach in den Polenfeldzug geschickt. Er fiel am 11. September 1939.
Nach der Wiederzulassung der SPD in Bayern, engagierte sich Baumbach beim Aufbau der Partei und war von 1946 bis 1972 Mitglied des Stadtrates in Schweinfurt. Sie engagierte sich vor allem in den Ausschüssen für Bildung, Kultur, Sozialhilfe, Wohnungsbau und Krankenhauswesen und leitete von 1947 bis 1964 die Schweinfurter Arbeitsgemeinschaft sozialdemokratischer Frauen (ASF). Sie engagierte sich bei der Arbeiterwohlfahrt (AWO), hatte von 1946 bis 1974 die Leitung des Kreisverbandes in Schweinfurt und von 1949 bis 1971 des Bezirksverbandes Unterfranken inne. Auf Baumbachs Initiative gehen zahlreiche Institutionen zurück, für deren Errichtung sie sich engagiert hatte: das Studentenwohnheim in der Friedrich-Ebert-Straße, das Jugendheim in der Niederwerrner Straße (heute Jugendherberge), das Altenwohnheim am Kornmarkt (heute Gretel-Baumbach-Haus), das Altenwohnheim in Zeil am Main, die Wannigsmühle bei Münnerstadt, die Sippachmühle, das AWO-Müttergenesungsheim in Königsberg.
Gretel Baumbach starb am 11. März 1983 in einem Altenwohnheim der AWO in Zeil am Main.

## Ehrungen
Gretel Baumbach erhielt für ihr soziales und gesellschaftliches Engagement zahlreiche Auszeichnungen:
- 1961: Bundesverdienstkreuz am Bande
- 1970: Medaille für besondere Dienste um die kommunale Selbstverwaltung in Schweinfurt
- 1971: Marie-Juchacz-Plakette der AWO[6]
- 1971: Schweinfurter Stadtmedaille in Silber
- 1972: Schweinfurter Stadtmedaille in Gold
- 1975: Ehrenbürgerrecht der Stadt Schweinfurt als erste Frau[7]
- 1976: Bayerischer Verdienstorden
- 1976: Georg-von-Vollmar-Medaille der SPD

Die Gretel-Baumbach-Straße im Schweinfurter Gewerbegebiet Am Hainig ist nach ihr benannt. Das Altenheim der AWO am Kornmarkt in Schweinfurt wurde Gretel-Baumbach-Haus getauft.